# Belmont-Tramonet
Belmont-Tramonet é uma comuna francesa na região administrativa de Auvérnia-Ródano-Alpes, no departamento da Saboia. Estende-se por uma área de 5.46 km². Em 2010 a comuna tinha 560 habitantes (densidade: 102,6 hab./km²).